# Monument voor Arthur van Voorst tot Voorst
Het monument voor Arthur van Voorst tot Voorst is een gedenkteken in de Nederlandse stad 's-Hertogenbosch.

## Achtergrond
Arthur Eduard Joseph van Voorst tot Voorst (1858-1928) was burgemeester van Huissen (1887-1893) en vanaf 1894 tot aan zijn overlijden commissaris van de Koningin in Noord-Brabant. Als commissaris maakte hij zich onder meer sterk voor de economische en industriële ontwikkeling van de provincie.
Ter gelegenheid van zijn zilveren ambtsjubileum in 1919 werd aan Van Voorst tot Voorst door Brabantse industriëlen een monument aangeboden. De leden van het oprichtingscomité vertegenwoordigden onder meer de Drie Hoefijzers, De Gruyter, Anton Jurgens' Margarinefabrieken, Grasso en Hartogs Vleeschfabrieken. Er waren drie kunstenaars betrokken bij de totstandkoming van het gedenkteken: Huib Luns, directeur van de School voor Kunst, Techniek en Ambacht in Den Bosch was verantwoordelijk voor de algehele opzet en het portretmedaillon van de commissaris. Het model voor beide vrouwenfiguren was van de hand van August Falise en beeldhouwer Jacques Goossens verzorgde het uitvoerend werk.
Op 28 maart 1921 werden de commissaris en de genodigden ontvangen in de Statenzaal, het gezelschap trok vervolgens naar het voorplein van het Gouvernement. Sigarenfabrikant Eugène Goulmy, voorzitter van het oprichtingscomité, hield een korte redevoering, waarna het monument werd onthuld. Het Gouvernement was tot 1973 in gebruik als provinciehuis en herbergt tegenwoordig het Noordbrabants Museum.

## Beschrijving

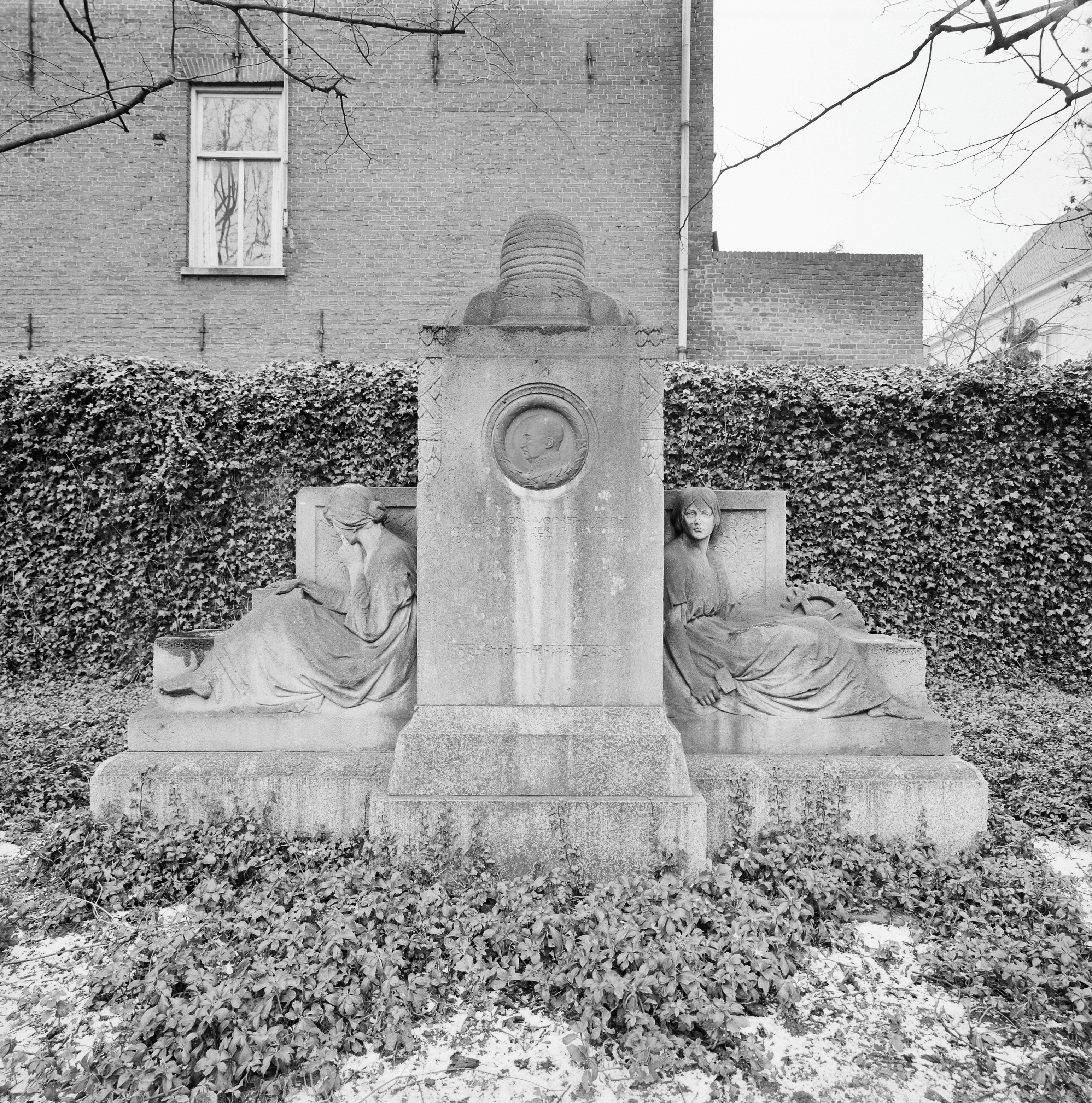

Het monument vertoont invloeden uit de neorenaissance, het heeft een symmetrische opbouw met een verhoogd middendeel en twee lagere zijvleugels. Een bijenkorf boven op het middendeel staat symbool voor de nijverheid. Daaronder is een bronzen portretmedaillon geplaatst, omgeven door een lauwerkrans. De vrouwen aan weerszijden personificeren respectievelijk 'de gedachte' (met boek) en 'de daad' (met hamer en tandrad), als symbool respectievelijk voor het management en de arbeiders in de industrie. Het beeldhouwwerk is gemaakt uit Franse steen en geplaatst op een sokkel van Noors graniet.
Aan de achterzijde van het monument is de Brabantse leeuw te zien, met daaronder op een bronzen plaquette de namen van de leden van het oprichtingscomité.

## Waardering
Het gedenkteken werd in 2001 als rijksmonument in het Monumentenregister opgenomen, vanwege de "cultuurhistorische waarden als bijzondere uitdrukking van de industriële ontwikkeling van Brabant tussen 1894 en 1919. Het object heeft kunsthistorische waarde wegens de esthetische kwaliteiten van het ontwerp. Het object heeft ensemblewaarde wegens de historische relatie met het belendende voormalige Gouvernement. Het object is van belang wegens de gaafheid en bezit zeldzaamheidswaarde op grond van het drievoudige kunstenaarschap."